# Святые Криспин и Криспиниан

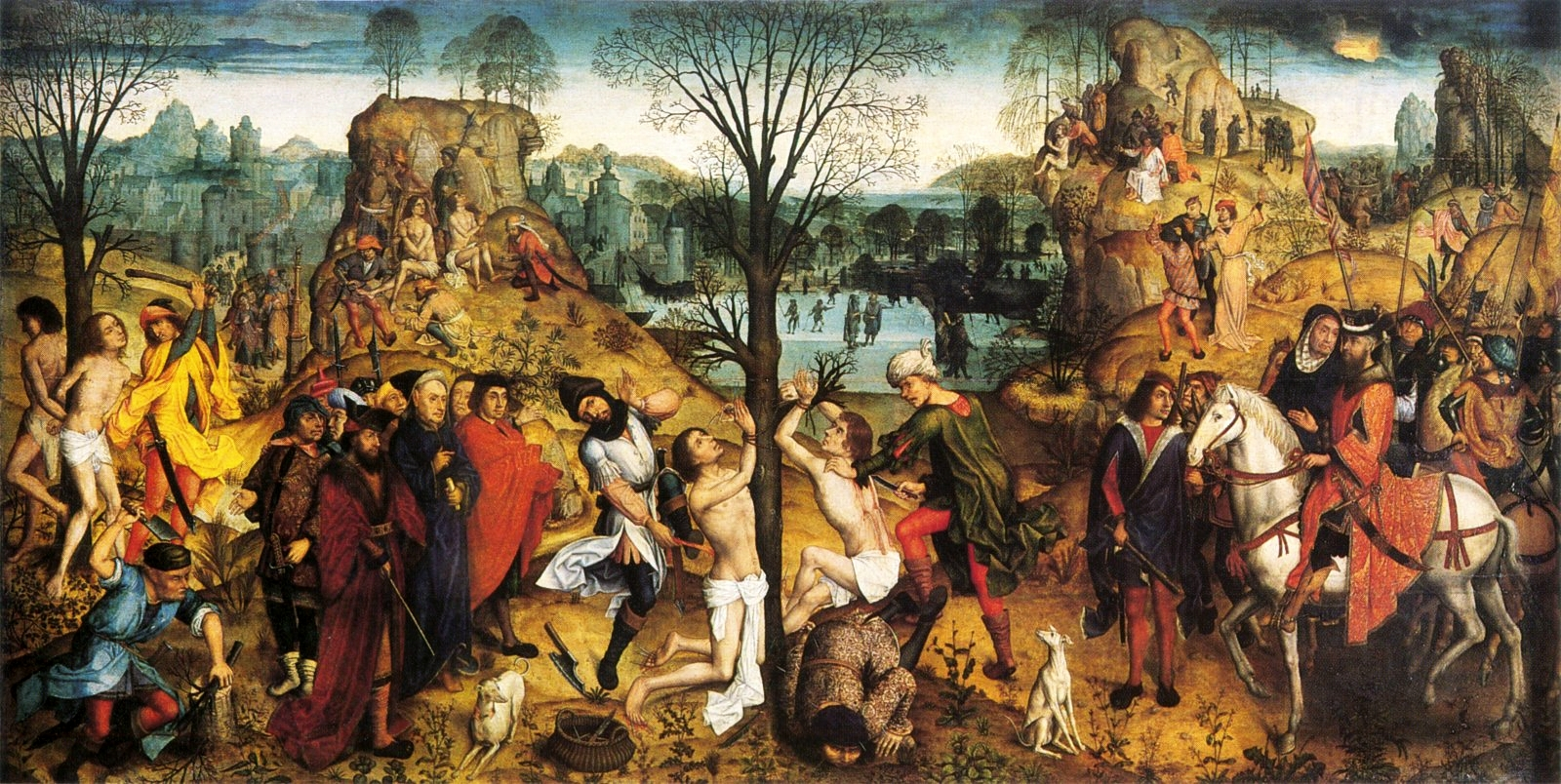
Мученичество Криспина и Криспиниана (1494)

Криспин (лат. Crispinus) и Криспиниан — святые католической церкви.

## Агиография
Братья Криспин и Криспиниан занимались башмачным ремеслом в Суассоне. В 287, во время гонения на христиан, были брошены в котёл с расплавленным оловом. Оба брата считаются патронами сапожников.
По преданию, они крали кожу, чтобы бесплатно делать бедным обувь, следствием чего благодеяния, оказываемые кому-либо на счёт других, называются криспинадами (crispinades). Мощи святых Криспина и Криспиниана почивают в Риме, в храме святого архидиакона Лаврентия (San Lorenzo in Panisperna), иначе San Lorenzo in Formoso.
День памяти — 25 октября.
25 октября 1415 года в день святых Криспина и Криспиана во время Столетней войны состоялось сражение при Азенкуре между английской и французской рыцарскими армиями. Перед этим сражением в исторической хронике «Генрих V» Уильяма Шекспира английский король Генрих V произносит известный монолог «Сегодня день святого Криспиана» (акт IV, сцена 3). 